# Erzbistum Narbonne

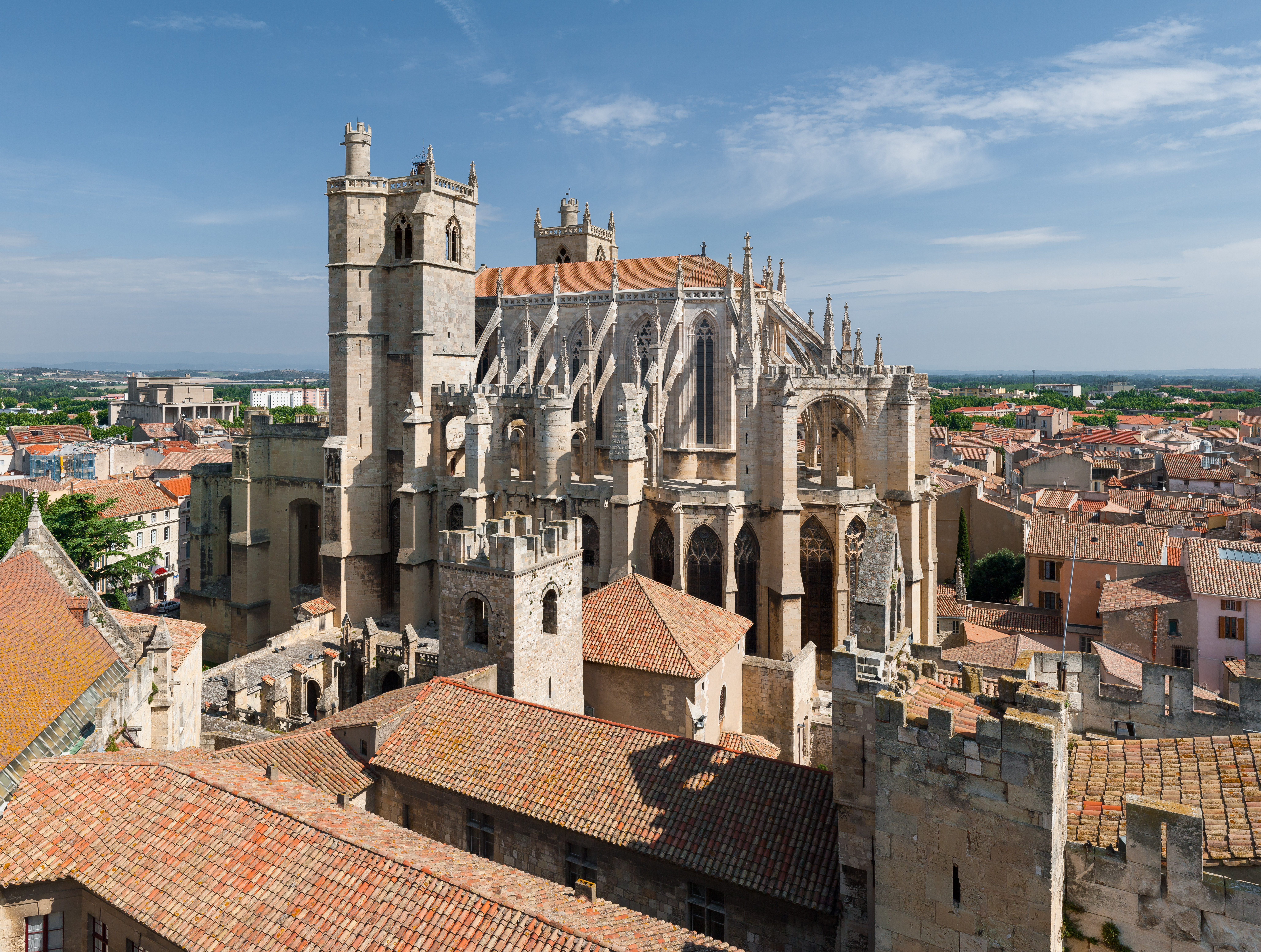
Die Kathedrale Saint-Just und Saint-Pasteur

Das Erzbistum Narbonne war ein in Südfrankreich gelegenes Erzbistum der römisch-katholischen Kirche in Frankreich mit Sitz in Narbonne.

## Geschichte
Narbonne war seit dem 3. Jahrhundert Bischofssitz; als erster Bischof wird der heilige Paulus von Narbonne genannt. Durch Papst Leo der Großen wurde das Bistum im Jahre 455 zum Metropolitanbistum erhoben; erster Erzbischof war Hermes von Narbonne. Am 29. November 1801 wurde das Erzbistum mit dem Konkordat von 1801 aufgehoben und dem Bistum Carcassonne inkorporiert; letzter Erzbischof war zu der Zeit Arthur Richard Dillon.
Letzte Gliederung der Kirchenprovinz Narbonne:
- Erzbistum Narbonne

1. Bistum Agde
2. Bistum Alès
3. Bistum Alet
4. Bistum Béziers
5. Bistum Carcassonne
6. Bistum Limoux
7. Bistum Lodève
8. Bistum Montpellier
9. Bistum Nîmes
10. Bistum Perpignan
11. Bistum Saint-Pons
12. Bistum Uzès